# Генерални гувернер Аустралије
Генерални гувернер Аустралије (енгл. Governor-General of the Commonwealth of Australia) је заступник и намјесник аустралијског монарха (тренутно краља Чарлса III). Тренутни генерални гувернер је Дејвид Харли.